# 似曾相识 (歌曲)
"似曾相识"（Déjà Vu）是由美国女歌手碧昂絲与饶舌歌手Jay-Z合作的一首歌曲，收錄於碧昂絲個人第二张录音室专辑《B'Day》。"Déjà Vu"是一首R&B歌曲，这种歌曲风格包含20世纪70年代放克与灵魂乐的元素，这种音乐往往基于现场乐器表现，包括贝斯、踩钹及小号等。这首歌曲的标题和歌词意为一个女人经常想起过去的情人。
"Déjà Vu"作为专辑《B'Day》的首发单曲，于2006年6月24日在美国电台放出。这首歌曲收到了许多评论指出这首歌与碧昂斯2003年的歌曲"Crazy in love"相似之处。2007年2月11日，"Déjà Vu"获得由格莱美奖授予的最佳R&B歌曲、最佳说唱合作及最佳非古典混音录制三项提名。该曲还成为英国黑人音乐奖（MOBO）认证的2006年最佳歌曲。
在商业表现上，"Déjà Vu"曾经达到美国告示牌百大單曲榜的第四名，也于流行舞曲播放榜单、热舞单曲销售榜单以及R&B及嘻哈歌曲榜单登顶。该歌曲还是美国唱片业协会（RIAA）的认证單曲。"Déjà Vu"也登上英国单曲榜首位与欧洲单曲前20名，伴随该曲的音乐视频由英国导演苏菲·穆勒执导。